# Rafael Pérez Barreiro
Rafael Pérez Barreiro (Madrid, 1862-La Coruña, 29 de abril de 1932) fue un filólogo y profesor español.

## Trayectoria
Catedrático de Latín y Castellano, llegó a La Coruña para ocupar la cátedra de Latín y Lengua Española en el instituto de enseñanza media. Se integró en actividades relacionadas con la cultura gallega. Fue miembro numerario de la Real Academia Gallega. Publicó trabajos filológicos en El Liberal y La Voz de Galicia.

## Obras

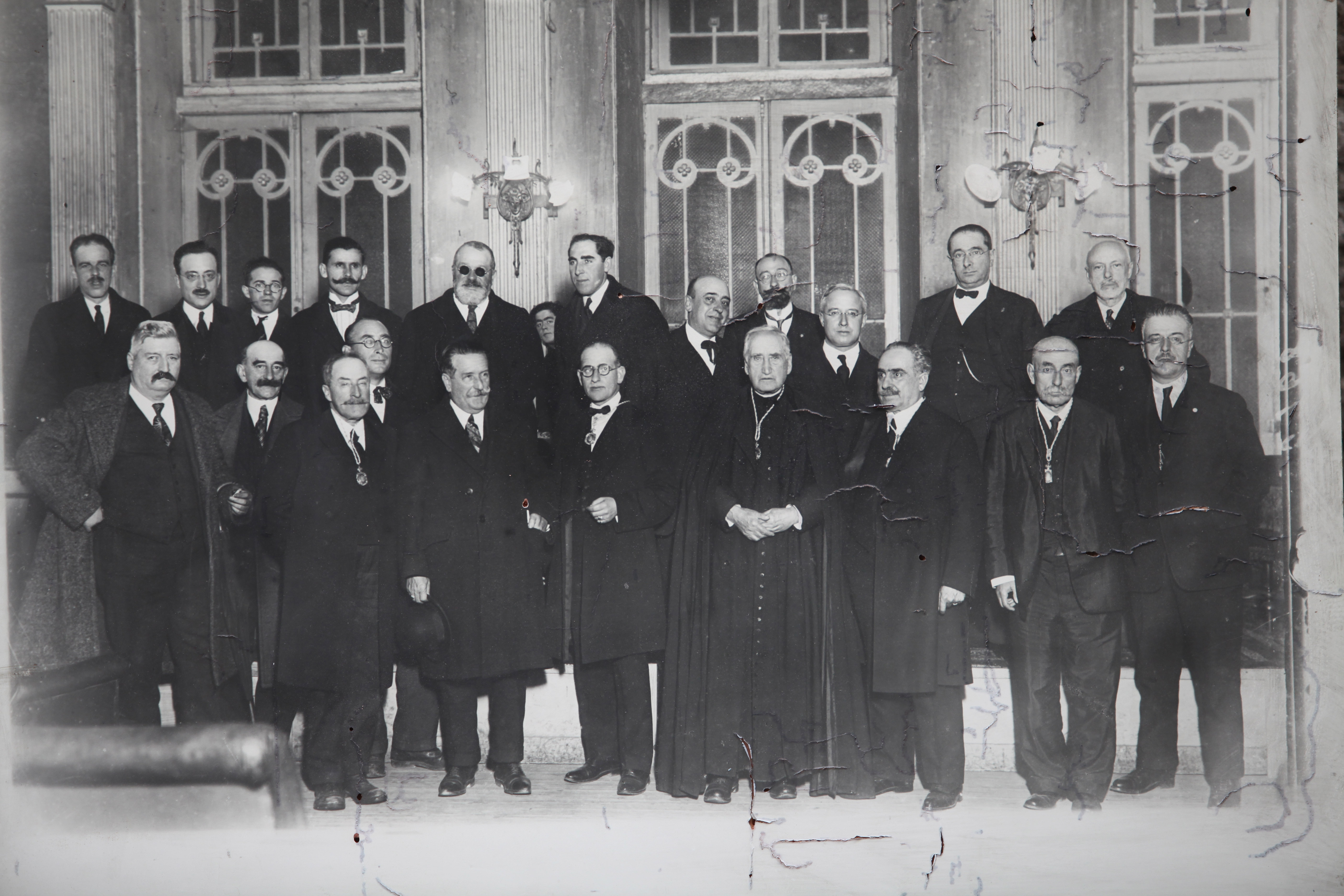
Elección de Eladio Rodríguez como presidente de la RAG, 20/11/1926.

- Gramática castellana razonada según los actuales conocimientos lingüísticos, 1897.
- Gramática latina razonada según los actuales conocimientos lingüísticos, 1897.
- Colección de trozos de literatura latina, 1898.
- Compendio de gramática castellana, 1905.
- Entretenimientos gramaticales, 1935 (recopilación de sus artículos).